# Beckley
Beckley település az Amerikai Egyesült Államok Nyugat-Virginia államában, [[| megyében]]. 

## Népesség
A település népességének változása: